# Leviapseudes leptodactylus
Leviapseudes leptodactylus är en kräftdjursart som först beskrevs av Frank Evers Beddard 1886.  Leviapseudes leptodactylus ingår i släktet Leviapseudes och familjen Apseudidae. Inga underarter finns listade i Catalogue of Life.